# Алхазов, Георгий Дмитриевич
Георгий Дмитриевич Алхазов — российский физик-ядерщик, доктор физико-математических наук, профессор.
Родился 27 марта 1940 г. в Ленинграде. Сын Дмитрия Георгиевича Алхазова — создателя первых советских ускорителей. Согласно изданному им в 2017 году генеалогическому исследованию "На службе отечества", предполагаемый предок матери - адмирал Нахимов. "Мой отец, Дмитрий Георгиевич Алхазов, по паспорту был армянином. Но его мать, Любовь Ильинична, была русской. Она была дочерью купца первой гильдии* , книготорговца и книгоиздателя Ильи Ивановича Глазунова. Композитор Александр Константинович Глазунов – это двоюродный брат Ильи Ивановича".
Окончил Ленинградский политехнический институт (1963).
Работал в Ленинградском (Петербургском) Институте ядерной физики (ПИЯФ): инженер, младший научный сотрудник, зав. сектором (1980—1986), зав. лабораторией (1986—1993), главный научный сотрудник (1993—2002).
С 2002 г. зав. лабораторией, заместитель руководителя Отделения физики высоких энергий.
С 1999 г. участвовал в экспериментах по физике высоких энергий в лаборатории им. Э.Ферми (США).
Доктор физико-математических наук (1983), диссертация: Исследование переходных ядерных плотностей методом упругого и неупругого рассеяния протонов и α-частиц промежуточных энергий : диссертация ... доктора физико-математических наук : 01.04.16. - Ленинград, 1982. - 562 с. : ил.  
Профессор (1990).